# Андре Лабан
Андре Лабан (нар. 19 жовтня 1928, Марсель) — французький підводний художник, інженер, кінорежисер, скульптор, музика, письменник, кухар, фотограф, один з найперших, найголовніших та найпотрібніших членів команди славетного Жака-Іва Кусто.

## Біографія
Андре Лабан народився в Марселі.
Хоча за фахом Андре Лабан інженер-хімік, але 1952 року його життя змінило свою тему: тепер море стало необхідністю, як повітря. Усе почалося ще у 1947 — Андре Лабан уперше побачив кінофільм Жака-Іва Кусто. А вже у 1952 почав працювати стажером на «Каліпсо», кораблі Кусто. Історія їхнього знайомства така. 1952 рік. Жак-Ів Кусто тоді шукав інженера. Андре Лабан вирішив спробувати свої сили. Прийшов. На питання Кусто «Що ви вмієте робити?» відверто відповів «Нічого» й у ту ж мить його було визнано членом команди. Правда, випробувальний строк мав становити тиждень, але співпраця розтягнулась на 21 рік. Андре Лабан стає оператором та провідним інженером.
У 1955 Андре Лабан вже керівник одного з відділень Французького центру підводних досліджень у Марселі. Саме тут було почато розробку міні-субмарини «Тарілочка, що пірнає».
У 36 років Андре Лабан від імені Кусто та Центру підводних досліджень розпочинає період співпраці з науковим світом США: запущено розробку глибоководних самохідних апаратів, що мали вже бути безпечними для перебування в них людей. Під керівництвом Андре Лабана було здійснено 355 глибоководних занурень. Спільний американо-французький проект надовго залишився у пам'яті своїх втілювачів. Запам'ятався їм й Андре Лабан — життєрадісний, привітний, добре говорить англійською, полюбляє влучні жарти, посміхається чарівно.
Про одне зі своїх занурень Андре Лабан, напевно, пам'ятатиме завжди. «Я просидів місяць під водою на глибині 100 метрів». Були перебої з киснезабезпеченням. Іноді психологічно важко давалося перебування під 100 метрами океанічної води. Але, на щастя, усі повернулися на поверхню живі й здорові. Андре Лабан вважав це за диво.

## Праці і досягнення
У 1953 Андре Лабан застосовує підводну камеру для створення телепередачі «Прямо з глибин морських».
У 1955 фільм Кусто і Лабана «Світ тиші» отримує Золоту пальмову гілку Канського кінофестивалю.

## Фільмографія
- Іріс та Оніріс
- Учень алхіміка
- Дівчина і море
- Нептунія